# 798 (číslo)
Sedm set devadesát osm je přirozené číslo. Následuje po čísle sedm set devadesát sedm a předchází číslu sedm set devadesát devět. Římskými číslicemi se zapisuje DCCXCVIII a řeckými číslicemi ψϟη.

## Matematika
798 je:
- Abundantní číslo
- Složené číslo
- Nešťastné číslo

## Astronomie
- (798) Ruth je planetka hlavního pásu, kterou objevil v roce 1914 Max Wolf

## Roky
- 798
- 798 př. n. l.